# Cambrai
Cambrai (niederländisch Kamerijk, pikardisch Kimbré, deutsch Kamerich, älter auch Kammerich, lateinisch Cameracus) ist eine französische Stadt mit 31.568 Einwohnern (Stand 1. Januar 2022) im Département Nord in der Region Hauts-de-France. Sie ist Sitz der Unterpräfektur (sous-préfecture) des Arrondissements Cambrai, das sich aus 116 Gemeinden zusammensetzt und gehört zum Kanton Cambrai. Die Stadt ist ein Zentrum der Textilindustrie, das Umland der Stadt wird landwirtschaftlich genutzt. Cambrai war für die Herstellung des Stoffes Kambrik, eines feinen Baumwollgewebes, das dort erstmals produziert wurde, bekannt.

## Geografie
Die an der oberen Schelde (französisch Escaut) gelegene Stadt Cambrai liegt 36 Kilometer südöstlich von Arras und 39 Kilometer nördlich von Saint-Quentin. Umgeben wird Cambrai von den Nachbargemeinden Ramillies im Norden, Escaudœuvres im Nordosten, Cauroir im Osten, Awoingt im Südosten, Niergnies und Rumilly-en-Cambrésis im Süden, Marcoing und Provoille im Südwesten, Fontaine-Notre-Dame im Westen sowie Neuville-Saint-Rémy im Nordwesten.

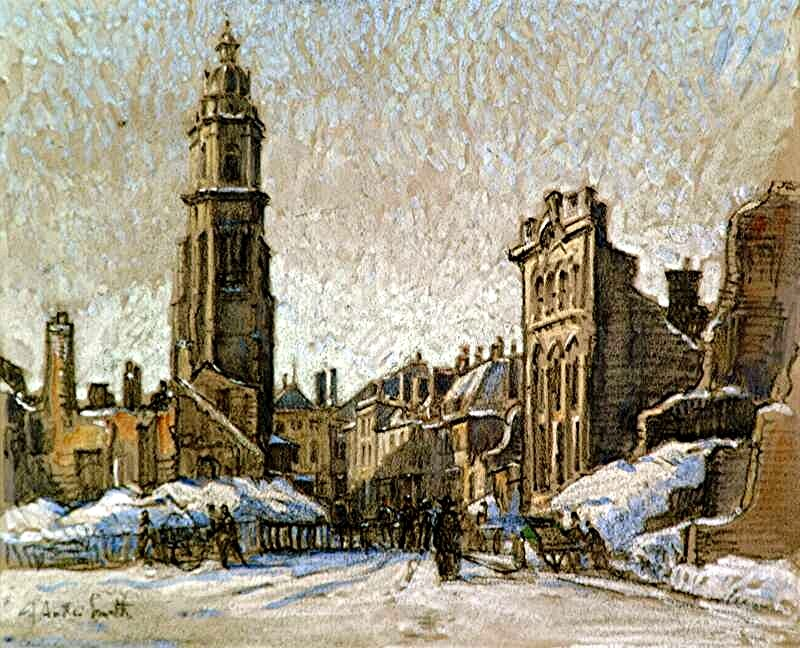
Cambrai (Gemälde)

## Geschichte
Über die Ursprünge Cambrais ist wenig bekannt. In gallo-römischer Zeit gehörte der Ort zur Provinz Gallia Belgica. Erstmals wurde er im 4. Jahrhundert in der Tabula Peutingeriana unter dem Namen Camaraco, im Itinerarium Antonini als Camaracum und in den Notitia Galliarum als civitas Camaracensium erwähnt. Damals lag Cambrai am Kreuzungspunkt mehrerer römischer Straßen, insbesondere jener von Köln über Bavay nach Boulogne führenden, und wurde um 400 Hauptort der Nervier, welche Funktion bisher Bavay innegehabt hatte. Im 4. Jahrhundert hatte auch das Christentum in dieser Region Einzug gehalten.
Um 445 eroberten die Salfranken unter Chlodio Cambrai, das nun Hauptstadt eines fränkischen Teilkönigreichs wurde. Ende des 5. Jahrhunderts herrschte hier Ragnachar, den Chlodwig I. besiegte und töten ließ. Daraufhin fiel Cambrai in die Hände Chlodwigs, der ein vereinigtes merowingisches Frankenreich schuf.

### Mittelalter

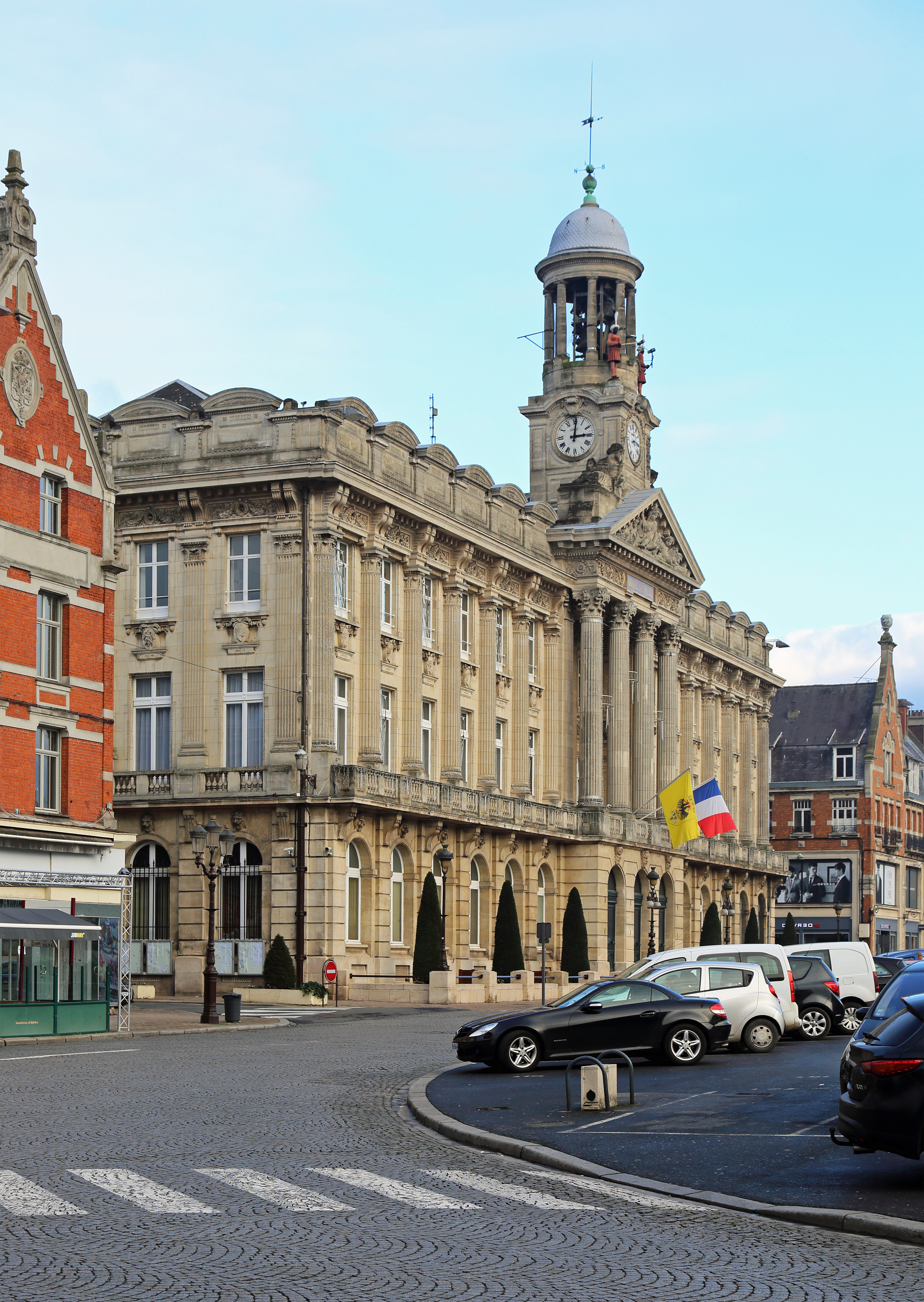
Rathaus Cambrai

#### Merowingische und karolingische Herrschaft
Bei der Reichsteilung nach Chlodwigs Tod (511) kam Cambrai, das sich während der merowingischen Ära von einem Marktflecken zu einer richtigen Stadt entwickelte, in den Besitz von Chlothar I. Später fand Chilperich I. in Cambrai als einem sehr festen Ort Zuflucht gegen seine Brüder. Cambrai wurde Sitz eines Bistums; der erste hier residierende Bischof war wohl der von etwa 584 bis 626/627 bezeugte Gaugerich (Saint-Géry). Im Jahr 680 bemächtigte sich der Hausmeier Ebroin der Stadt, die aber Pippin der Mittlere zurückeroberte.
Während der Herrschaft der Karolinger kam Cambrai nach dem Tod Ludwigs des Frommen im Jahr 843 durch den Vertrag von Verdun an Kaiser Lothar. Im Jahr 870 fiel es durch den Vertrag von Meerssen an den westfränkischen König Karl den Kahlen. Die 880 von den Normannen eroberte und verbrannte Stadt kam im gleichen Jahr als Teil des Herzogtums Lothringen zum Ostfrankenreich. Obwohl der in den Jahren 887–901 amtierende Bischof Dodilo die Stadt nach dem Normannenangriff mit einem Mauerring hatte umgeben lassen, wurde sie 954 von den Ungarn geplündert.

#### Grafen von Cambrai

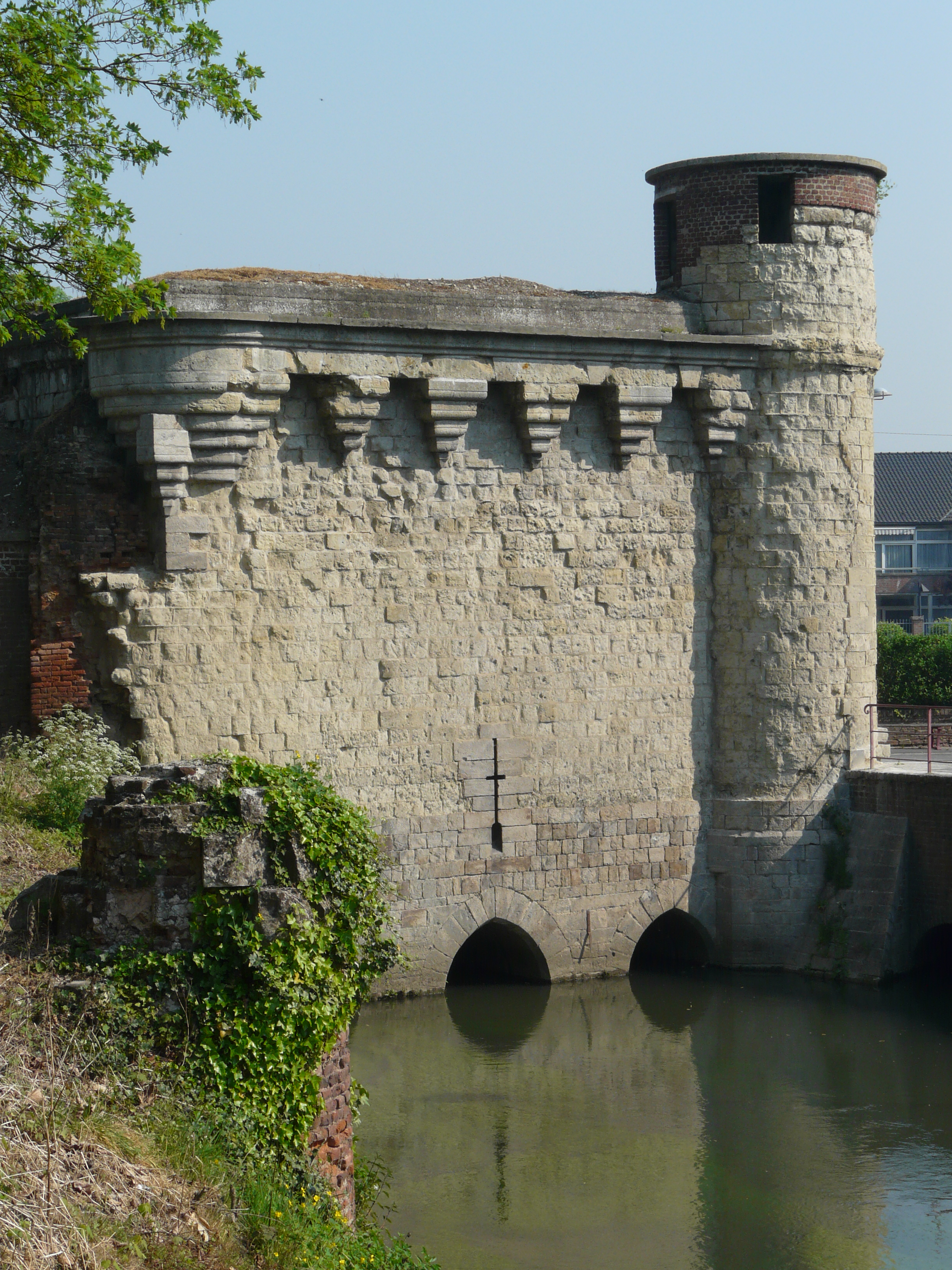
Tour des Arquets an der Schelde

Seit 926 gehörte Cambrai (bis 1677) definitiv zum Heiligen Römischen Reich und lag an der Grenze zu Frankreich. Die Stadt und ihr Gebiet (Cambrésis) waren inzwischen Ende des 9. Jahrhunderts eine Grafschaft geworden, als deren erster Graf Isaak († vor 948) genannt wird. Dieser stritt sich ständig mit Bischof Fulbert um die Herrschaftsrechte über Cambrai. Otto I. der Große verlieh dem Bischof 948 die gräfliche Macht über die Stadt.
Mit Arnulf II. († 1012) starben die Grafen von Cambrai aus, und noch während dessen Lebenszeit hatte König Heinrich II. am 22. Oktober 1007 die gesamte (zum Heiligen Römischen Reich gehörige) Grafschaft den Bischöfen von Cambrai übertragen, die hier somit die weltliche und geistliche Herrschaft ausübten und deutsche Reichsfürsten waren. Befanden sich die Kastellane von Cambrai anfangs noch unter direkter Kontrolle des Bischofs, so machten sich die Herren von Oisy, als sie im 11. Jahrhundert dieses Amt übernahmen, unabhängiger und schufen sich eine eigene Machtstellung.

#### Bürgererhebungen gegen die Bischöfe
Seit dem 10. Jahrhundert erhoben sich die Einwohner Cambrais mehrfach gegen ihre Bischöfe. So fand etwa der unbeliebte Bischof Berengar im Jahr 958 nach seiner Rückkehr von einer Reise an den Kaiserhof die Stadttore verschlossen, doch wurden die aufmüpfigen Bürger dafür streng bestraft. 1024 und 1064 erhoben sich die Städter erneut, wurden aber von kaiserlichen Armeen oder Vasallen des Bischofs besiegt. Beim Aufstand von 1077 musste der Bischof aus seiner Stadt fliehen und den Bürgern vorübergehend eine kommunale Verwaltung zugestehen. Als sich Ende des 11. Jahrhunderts zwei Bewerber, Walter und Manasse, um das Bischofsamt stritten, nutzten die Bürger dies und erhielten von einem der beiden Bischofsanwärter 1102 kommunale Rechte verliehen, die jedoch bereits 1107 wieder abgeschafft wurden. Diese gestand Kaiser Friedrich Barbarossa den Einwohnern Cambrais 1182 in einer Charta de facto wieder zu und er söhnte sie auch mit ihrem Bischof aus.
Bereits 1201 begannen die Auseinandersetzungen erneut. Bischof Jean de Béthune erreichte, dass König Otto IV. die von Barbarossa verliehenen Privilegien wieder aufhob, wurde aber aus seinem Sitz verjagt. Über die Bürger der Stadt wurde daraufhin 1209 die Exkommunikation und Reichsacht verhängt und sie mussten sich erneut völlig der bischöflichen Gewalt unterwerfen. König Friedrich II. brachte zwar 1214 die alten Privilegien der Bürger wieder zur Geltung, machte dies jedoch nach Intervention Jeans de Béthune schon im Folgejahr wieder rückgängig. Der Bischof erreichte weitere kaiserliche Entscheidungen gegen die eigensinnigen Einwohner Cambrais. Ihre Schöffen mussten sich 1223 in die Kirchen von Reims, Noyon, Laon, Tournai und Beauvais begeben, hier in einer Prozession barfüßig einherschreiten, ihre Schuld bekennen und sich öffentlich geißeln lassen. 1227 hatten die Bürger endgültig auf ihre kommunalen Rechte zu verzichten, doch gestand ihnen ein von Bischof Godfroi erlassenes Gesetz einige Freiheiten bei der Leitung städtischer Angelegenheiten zu, so dass sich die Lage beruhigte. Es waren nun 14 Schöffen eingesetzt, die von zwei Prévots angeführt wurden; der Bischof bestimmte alle Mitglieder der Gemeindeadministration.
Als die Bischöfe von Cambrai aufgrund von Verschuldung höhere Steuerabgaben verlangten, kam es 1302 und 1313 zur erneuten Auflehnung der Stadtbevölkerung. Dabei plünderten die Bürger am 11. März 1313 den Bischofspalast und metzelten den Offizial und mehrere Beamte des Bischofs nieder. Ein gemäßigter Schiedsspruch von Ferry de Picquigny versöhnte indessen die Streitparteien wieder.

#### Doppelhochzeit von Cambrai
Am 12. April 1385 war die Doppelhochzeit von Cambrai, bei der Kinder der Herzöge Albrecht von Straubing-Holland und Philipp dem Kühnen von Burgund die Ehe eingingen; mit 20.000 Gästen wurde acht Tage gefeiert.

#### Wirtschaft und Kultur
In der Wirtschaft Cambrais dominierte die Textilverarbeitung, insbesondere die Tuch- und Leinwandherstellung; daneben gab es u. a. umfangreichen Getreidehandel. Aufgrund seiner Randlage hatte die Stadt im Mittelalter nie mehr als 10.000 Einwohner; und auch die Fläche des Stadtgebiets stieg in dieser Epoche seit dem 11. Jahrhundert nur noch wenig. Der bereits um 1150 begonnene Bau der Kathedrale Notre-Dame, die la merveille des Pays-Bas („Wunder der Niederlande“) genannt wurde, fand erst 1472 seinen Abschluss. Die Kathedrale war für ihre Musik berühmt, wie Cambrai überhaupt ein musikalisch-liturgisches Zentrum darstellte.

#### Spätmittelalter

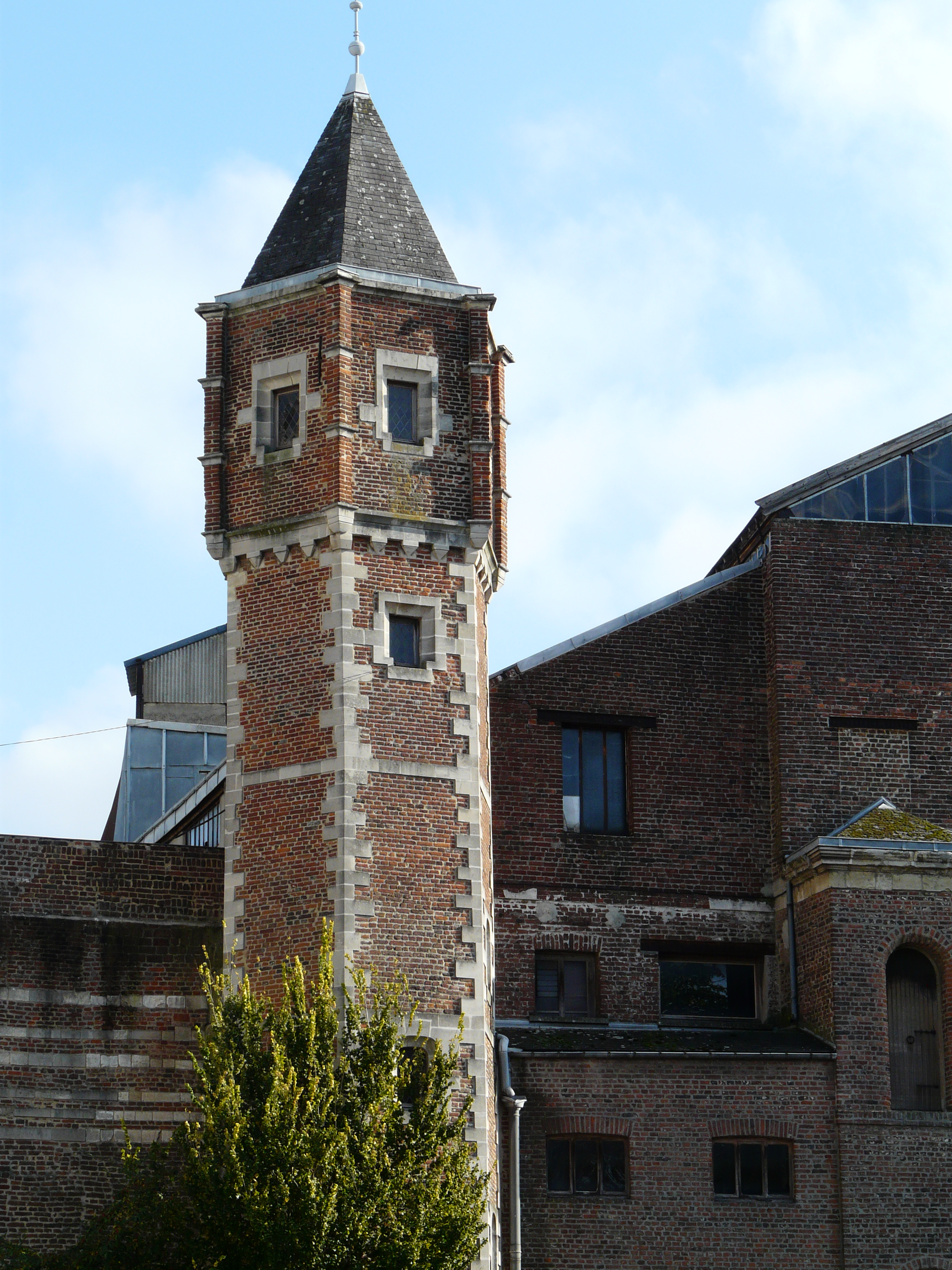
Tour du Bailli de Marcoing

Das Kastellanenamt von Cambrai war nach dem Aussterben der Herren von Oisy mit Hugo III. 1189 durch Hugos Schwester Hildiarde in die Hände der Herren von Montmirail gelangt. 1337 wurde die Kastellanei an den französischen König Philipp VI. verkauft.
Für den Bischof von Cambrai war die Behauptung seiner Unabhängigkeit gegenüber seinen mächtigeren Nachbarn, den Grafen von Flandern und Hennegau sowie dem französischen König insbesondere während des Hundertjährigen Kriegs schwierig. In der Frühphase dieses Kriegs belagerte der englische König Eduard III. 1339 die Stadt, musste aber schließlich unverrichteter Dinge abziehen. Im 15. Jahrhundert war die Grafschaft völlig von burgundischen Gebieten umschlossen. Darüber hinaus befand sie sich damals in einer Finanzkrise, die den als Schirmherrn der Kirche von Cambrai auftretenden burgundischen Herzögen eine strikte Kontrolle der Stadt und ihrer Diözese ermöglichte. Johann von Burgund († 1479), ein illegitimer Sohn Johanns Ohnefurcht, wurde 1440 Bischof von Cambrai. Doch mit dem Tod Karls des Kühnen (1477) endete die burgundische Dominanz, und die gleich darauf erfolgte Okkupation Cambrais durch den französischen König Ludwig XI. war nur von einjähriger Dauer. Nun konnte die Stadt ihre neutrale Stellung zwischen Ludwig XI. und Maximilian I. noch aufrechterhalten.

### Neuzeit

#### 16. bis 19. Jahrhundert
Aufgrund seiner Neutralität und Grenzlage zwischen Frankreich und dem Habsburgerreich war Cambrai, dessen Grafschaft 1510 zum Herzogtum erhoben wurde, Schauplatz verschiedener internationaler Verhandlungen. So schlossen sich hier 1508 König Ludwig XII. von Frankreich, Kaiser Maximilian I., König Ferdinand der Katholische von Spanien, König Heinrich VIII. von England und Papst Julius II. zur sogenannten Liga von Cambrai zusammen, einem Bündnis mit dem Ziel der Eroberung des italienischen Festlandbesitzes der Republik Venedig. Mit der Unterzeichnung des Damenfriedens von Cambrai am 5. August 1529 wurde der Krieg zwischen Franz I. von Frankreich und Kaiser Karl V. beendet. Letzterer machte der beschränkten Unabhängigkeit Cambrais 1543 ein Ende, indem er es in seine Besitzungen einverleibte. Auch ließ er hier zum Schutz der Grenze des Heiligen Römischen Reichs gegen Frankreich eine mächtige Zitadelle erbauen.
Der französische König Heinrich II. belagerte Cambrai 1552 vergeblich. 1559 wurde das Bistum Cambrai zu einem Erzbistum erhoben. Während der Revolte der Niederlande gegen Philipp II. von Spanien bemächtigte sich Baudouin de Gavre der Stadt. 1581 brachte der Herzog von Anjou die Stadt in seinen Besitz und machte Jean de Monluc de Balagny zu deren Gouverneur. Im nächsten Jahr belagerte Alessandro Farnese Cambrai vergeblich. Heinrich IV. von Frankreich bestätigte 1594 Montluc in seiner Stellung als Gouverneur. Dieser war aber sehr unpopulär, so dass die Bürger ihre Stadt bereits zwei Jahre später den Spaniern übergaben.
Nachdem Cambrai 1649 vom Grafen von Harcourt sowie 1657 von Turenne erfolglos belagert worden war, wurde es den Spaniern schließlich 1677 vom französischen König Ludwig XIV. wieder abgenommen und im Friede von Nimwegen förmlich an Frankreich abgetreten. Der erste von Ludwig XIV. ernannte Erzbischof war François Fénelon. Kaiser Karl VI. und der spanische König Philipp V. ließen zu Cambrai 1721 einen Friedenskongress eröffnen, der sich aber durch den Vergleich vom 30. April 1725 erledigte.
Während der Französischen Revolution wurde die Kathedrale 1793 zerstört, außerdem 22 Kloster- und zehn Pfarrkirchen. Im Jahre 1804 wurde die ehemalige Abteikirche Saint-Sépulcre zur neuen Kathedrale Notre-Dame de Grâce erhoben.
Am 25. Juni 1815 wurde Cambrai von den Engländern erstürmt, die Besatzung zog sich in die Zitadelle zurück und kapitulierte am folgenden Tag. Cambrai war auch die erste französische Stadt, die den zurückkehrenden Ludwig XVIII. 1815 empfing. Dann war Cambrai bis 1818 das Hauptquartier Wellingtons und der englischen Okkupationsarmee.

#### Erster und Zweiter Weltkrieg

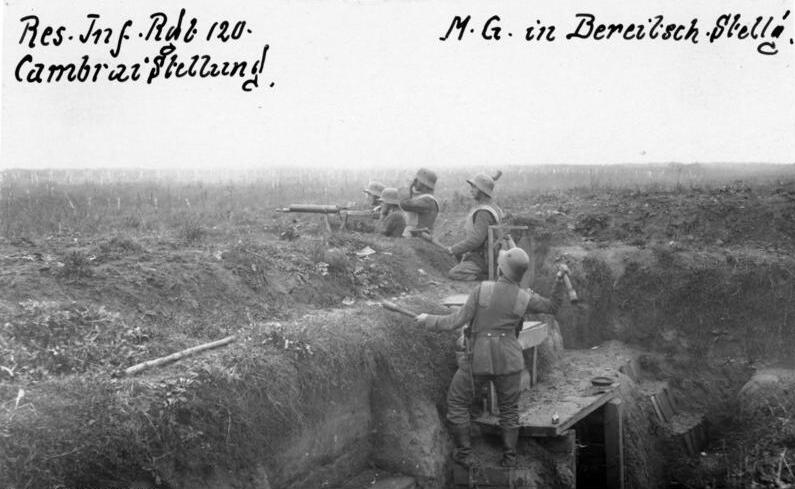
Deutsche Maschinengewehrstellung nahe Cambrai, 1917

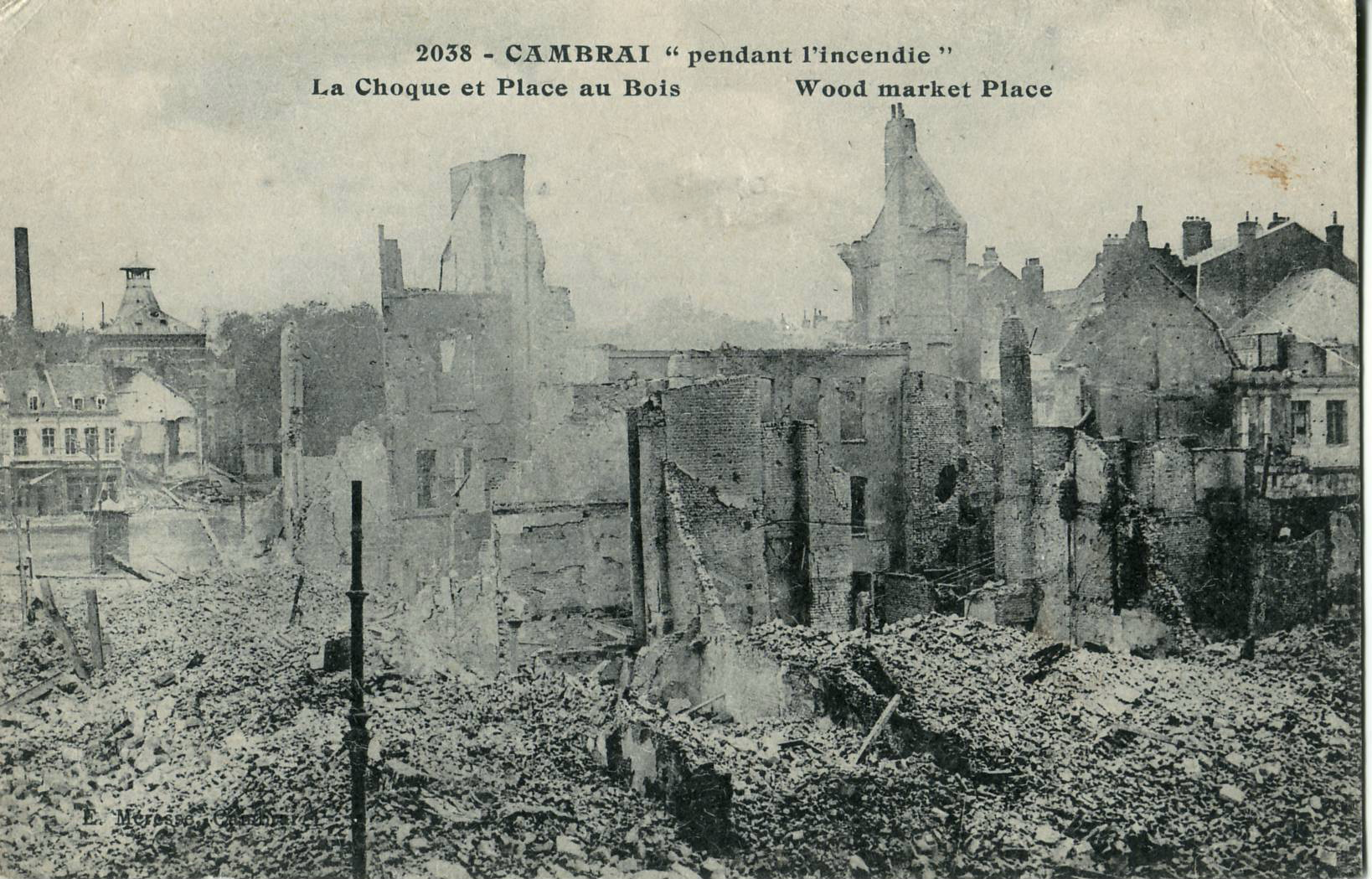
Cambrai 1918

Im ersten Kriegsjahr 1914 des Ersten Weltkriegs wurde Cambrai von deutschen Truppen besetzt. Cambrai war ein strategisch wichtiger Eisenbahnknotenpunkt und somit eine Schlüsselversorgungsstelle für die deutsche Siegfriedstellung. Aus diesem Grund errichtete auch Paul von Hindenburg sein Hauptquartier in Cambrai. Nördlich der Stadt entstand 1917 bei Épinoy ein Feldflugplatz. Vom 20. November bis zum 6. Dezember 1917 fand hier die Schlacht von Cambrai statt, die als erste große Panzerschlacht der Geschichte bekannt wurde. Die deutschen Truppen setzten die Stadt in Brand, bevor sie sich 1918 zurückzogen. Das gesamte Stadtzentrum musste neu aufgebaut werden. Von den 2500 Gebäuden der Stadt wurden 1500 total zerstört.
Im Zweiten Weltkrieg forderten die alliierten Luftangriffe auf das Eisenbahnnetz zahlreiche Opfer, und von den 7464 Gebäuden der Stadt wurden 3329 beschädigt und 803 zerstört.

### Bevölkerungsentwicklung
Mit 31.568 Einwohnern (Stand 1. Januar 2022) gehört Cambrai zu den mittelgroßen Städten im Département Nord. Die Bevölkerungszahl lag im Jahre 1794 noch bei 15.427. Im ganzen 19. Jahrhundert, außer im Deutsch-Französischen Krieg von 1870/71, stieg die Einwohnerzahl konstant. In den beiden Weltkriegen im 20. Jahrhundert nahm die Bevölkerung ab. Nach dem Zweiten Weltkrieg erlebte die ganze Region einen wirtschaftlichen Aufschwung, und so erhöhte sich die Einwohnerzahl von 26.129 im Jahr 1946 auf 39.049 im Jahr 1975.
| Jahr                       | 1962   | 1968   | 1975   | 1982   | 1990   | 1999   | 2006   | 2011   | 2020   |
| Einwohner                  | 32.897 | 37.532 | 39.049 | 35.272 | 33.092 | 33.738 | 32.594 | 32.770 | 31.559 |
| Quellen: Cassini und INSEE |        |        |        |        |        |        |        |        |        |

## Wirtschaft und Infrastruktur
Die Wirtschaft umfasst die Veredelung von Nahrungsmitteln aus der landwirtschaftlichen Umgebung, Dienstleistungen für das europäische Dreieck London–Paris–Benelux und Textilverarbeitung für gehobene Ansprüche.

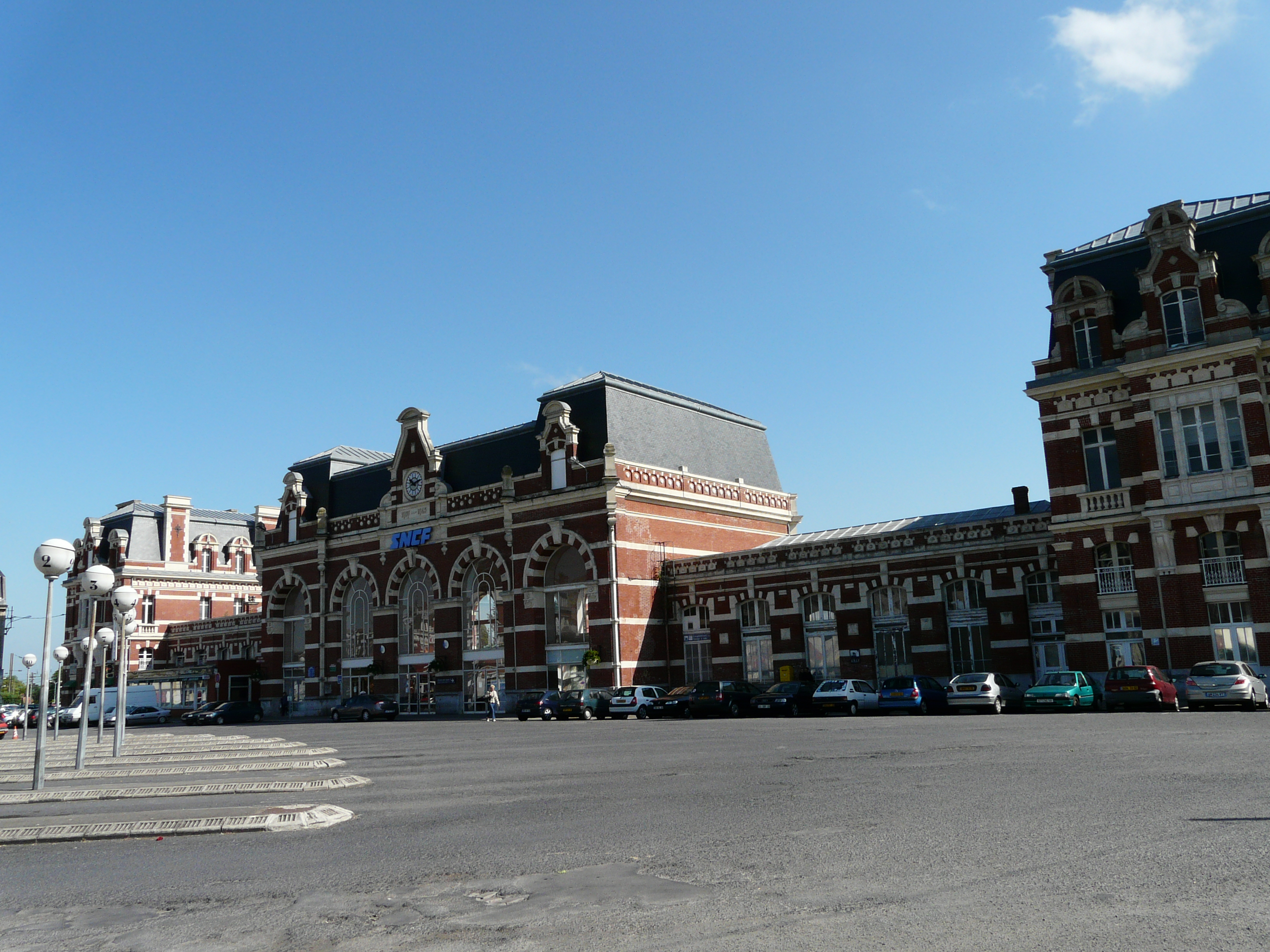
Bahnhof (2010)

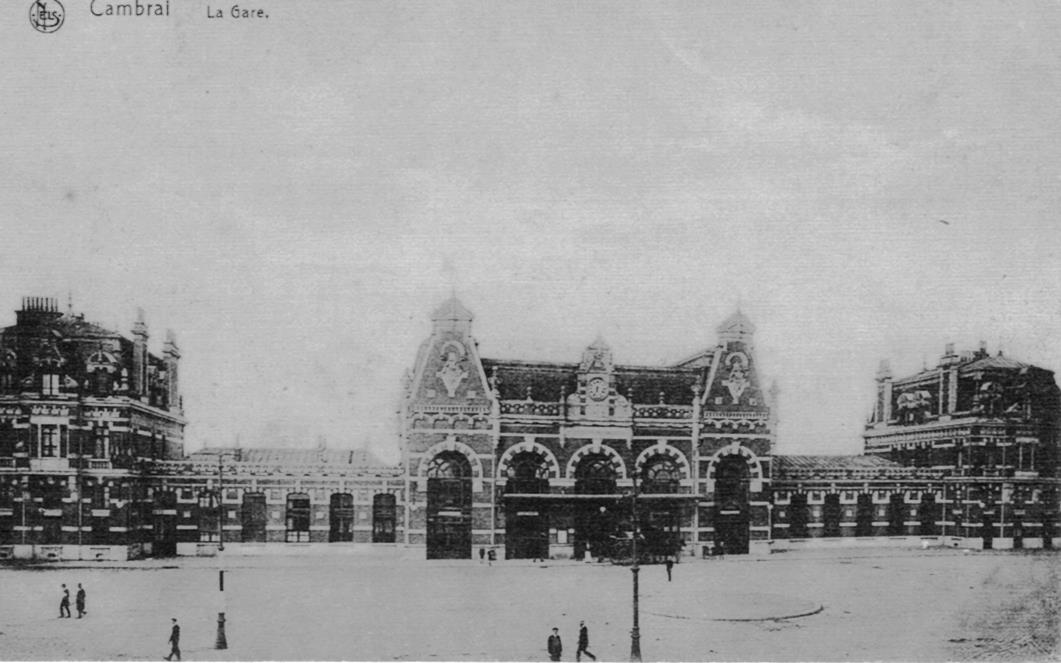
Bahnhof (vor 1918)

Von Cambrai gibt es direkte Bahnverbindungen nach Lille, Douai, Valenciennes, Saint-Quentin und Reims.
Im Südwesten von Cambrai kreuzen sich zwei europäische Fernverbindungen (Autobahnen):
- von Paris (A 1) über Cambrai (A 2) nach Brüssel (A 7) und
- von Calais die A 26 nach Troyes.

Mehrere Nationalstraßen (N 30, N 43, N 44) führen nach Cambrai.
Cambrai liegt an der Schelde und ist dadurch mit weiterführenden Wasserstraßen verbunden. Hier beginnt auch der Canal de Saint-Quentin, der die Schelde mit dem Oise-Tal verbindet.
Der Flugplatz Cambrai-Niergnies dient der allgemeinen Luftfahrt.
Es gibt fünf städtische Buslinien.

## Sport
Die Fußballmannschaften des örtlichen Athlétic Club Cambrésien spielten zeitweise eine gute Rolle in Frankreich, bei den Männern etwa zwischen 1955 und 1975, bei den Frauen in der Mitte der 1980er Jahre.

## Städtepartnerschaften
Mit folgenden Städten unterhält Cambrai Städtepartnerschaften:
Houma (Louisiana), USA
Châteauguay, Kanada
Kamp-Lintfort, Deutschland
Esztergom, Ungarn
Gravesend, Vereinigtes Königreich
Cambrai pflegt aus diversen Gründen auch mit nachstehenden Städten den Kontakt:
Puschkin, Russland (Partnerschaft mit der Communauté d’agglomération de Cambrai)
Kantchari, Burkina Faso (Partnerschaft mit der Communauté d’agglomération de Cambrai)
Hamburg, Deutschland (in Cambrai finden regelmäßig Jugendworkcamps des Landesverbands Hamburg des Volksbundes Deutsche Kriegsgräberfürsorge statt)

## Persönlichkeiten
- Jacques de Cambrai (* um 1220), Komponist und Troubadour
- Guillaume Dufay (1397–1474), Komponist in der Renaissance, richtungsweisende Figur der niederländischen Musik
- Johannes Lupi (um 1506–1539), franko-flämischer Komponist der Renaissance
- Jacob Colijn de Nole († 1601), flämischer Bildhauer der Renaissance
- Charles-François Dumouriez (1739–1823), französischer General
- Alexandrine Fanier (1745–1821), Bühnenschauspielerin
- Siméon Cardon (1759–1799), Zisterzienser und Märtyrer
- Félix Auvray (1800–1833), Historienmaler, Karikaturist und Schriftsteller
- Marcel Lermoyez (1858–1929), Hals-Nasen-Ohren-Arzt
- Gaston Leinekugel Le Cocq (1867–1965), Ingenieur und Brückenbau-Unternehmer
- Charles Fossey (1869–1946), Assyrologe
- Henri Mouton (1869–1935), französischer Biologe und Chemiker
- Louis Blériot (1872–1936), französischer Luftfahrtpionier; überquerte 1909 als erster Mensch den Ärmelkanal in einem Flugzeug.
- Georges Hoël (1890–1967), Turner
- Henri de Lubac (1896–1991), katholischer Theologe und Jesuit
- René Dumont (1904–2001), Agronom, Soziologe, Entwicklungspolitiker
- Roger Fugen (1939–2016), Jazzmusiker
- Marie-Georges Pascal (1946–1985), Schauspielerin
- Pascale Cossart (* 1948), Mikrobiologin und Mitbegründerin des Faches Zelluläre Mikrobiologie
- Jean-Philippe Pipart (* 1954), Radrennfahrer
- Jean-Luc Schaffhauser (* 1955), Politiker
- Élisabeth Caumont (* 1957), Sängerin
- Pascale Gruny (* 1960), Politikerin
- Marc Beaumont (* 1961), römisch-katholischer Geistlicher, Bischof von Moulins
- Christian Carion (* 1963), französischer Regisseur und Drehbuchautor
- Jérémy Bury (* 1981), Karambolagespieler
- Florian Sénéchal (* 1993), Radrennfahrer
- Ouleymata Sarr (* 1995), Fußballspielerin
- Luv Resval (1997–2022), Rapper

## Sehenswürdigkeiten und Denkmäler
Sehenswürdigkeiten:

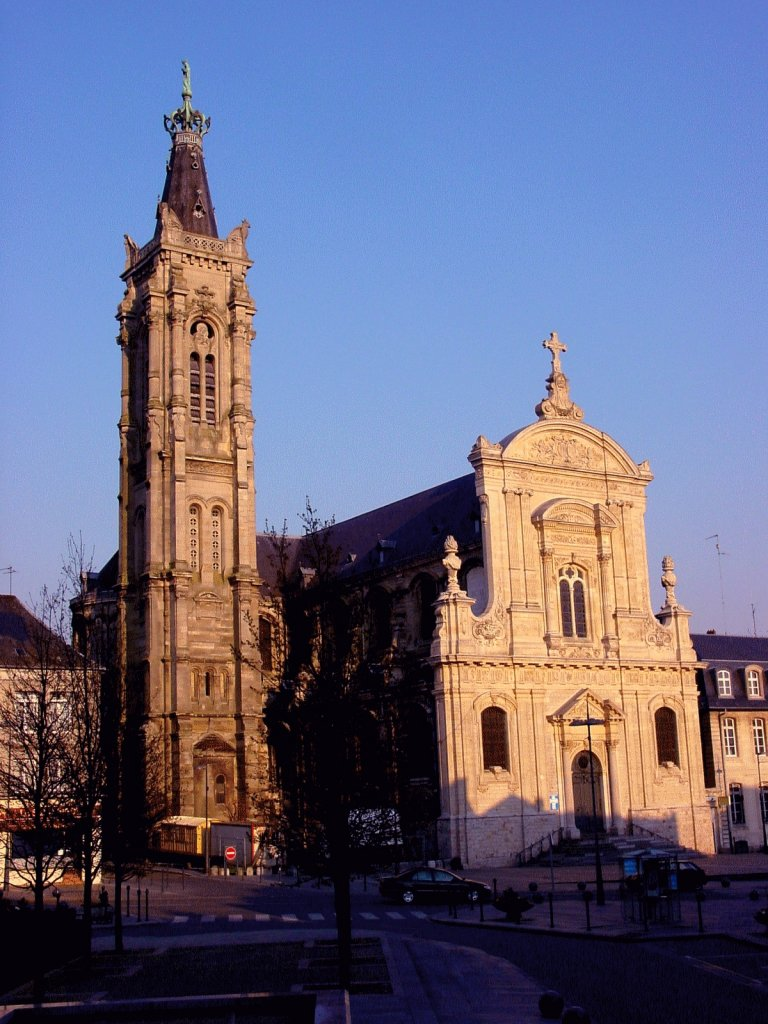
Die Kathedrale Notre Dame in Cambrai

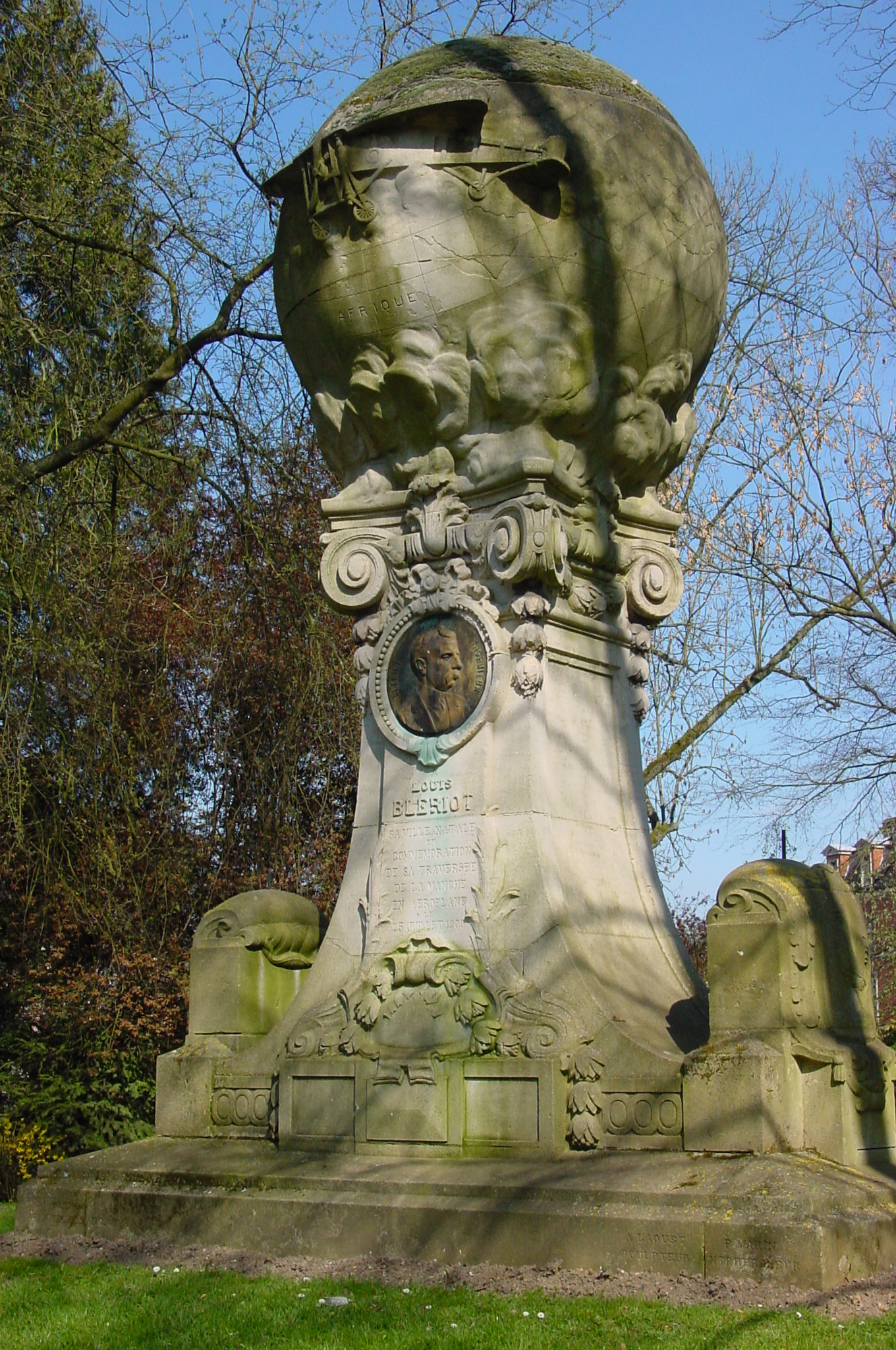
Statue von Louis Blériot

- Die Stadt verfügt über die Kathedrale Notre-Dame und die Kirche Saint-Géry, die beide aus dem 18. Jahrhundert stammen, und über ein Rathaus aus dem 19. Jahrhundert.
- Die Pierres Jumelles (Cambrai) sind zwei Menhire als Monument historique in der Rue des Pierres-Jumelles.
- Im Stadtpark von Cambrai steht auch die große Gedenkstatue von Louis Blériot.

Gemeinsame Kriegsgräberstätte:
- In der Route des Solesmes gibt es eine Kriegsgräberstätte des Ersten Weltkrieges, in der 10.685 deutsche, 6 rumänische, 192 russische und 502 britische Kriegstote beigesetzt sind. Die Grabstelen von 26 Gräbern erinnern mit hebräischen Schriftzeichen an die Gefallenen jüdischen Glaubens.

Kriegsgräberstätte der Soldaten des Britischen Empire:
- An der Nationalstraße 30 in Louverval befindet sich diese Kriegsgräberstätte für 7.048 britische Soldaten der Schlacht von Cambrai.

Zivile Opfer:
- Im Stadtpark von Cambrai steht eine Gedenkstätte für den alliierten Angriff vom 20. November 1917, der von der britischen 3. Armee angeführt wurde. Dazu gehört eine Erinnerungstafel für die zivilen Opfer, die die Schlacht gefordert hat.